# انگار که این آخرین بارته
«انگار که این آخرین بارته» (انگلیسی: As If It's Your Last; کره‌ای: 마지막처럼; لاتین‌نویسی اصلاح‌شده: Majimakcheoreom) ترانه‌ای از گروه دخترانهٔ کره‌ای بلک‌پینک است. این ترانه به عنوان یک تک‌آهنگ استنداِلون توسط وای‌جی انترتینمنت در ۲۲ ژوئن ۲۰۱۷ منتشر شد و در پورتال‌های دیجیتال در دسترس قرار گرفت. ترانه‌سرایی آن را تدی پارک، برادر سو، چویس۳۷، فیوچر بونس و لیدیا پک انجام داده‌اند و تهیه‌کنندگی آن بر عهدهٔ تدی پارک بوده‌است. «انگار که این آخرین بارته» از لحاظ موسیقایی، یک ترانهٔ سینث-پاپ، هاوس، رگی و مومباتان است و لیریک آن حول یافتن و از دست دادن عشق می‌چرخد. موزیک ویدئوی این ترانه در ۲۷ آوریل ۲۰۲۱ به ۱ میلیارد بازدید در یوتیوب رسید . 

## جدول‌ها
| جدول (۲۰۱۷)                                              | بالاترین موقعیت |
| -------------------------------------------------------- | --------------- |
| Australia Streaming Audio Visual Tracks (ای‌آرآی‌ای)       | ۳۰              |
| کانادا (۱۰۰ تک‌آهنگ داغ کانادا)                           | ۴۵              |
| فروش‌های آهنگ دیجیتال فنلاند (بیلبورد)                    | ۷               |
| دانلود فنلاند (لاتائوسیلیستا)                            | ۵               |
| دانلود فرانسه (اس‌ان‌ئی‌پی)                                 | ۱۸۰             |
| ژاپن هات ۱۰۰ (بیلبورد)                                   | ۱۹              |
| مالزی (آرآی‌ام)                                           | ۴               |
| نیوزیلند هیت‌سیکرز (آرام‌ان‌زد)                             | ۳               |
| پرتغال (سینگل تاپ ۵۰)                                    | ۴۸              |
| کره جنوبی (گائون)                                        | ۳               |
| کره جنوبی (کی-پاپ هات ۱۰۰)                               | ۲               |
| ایالات متحده فوران‌کننده زیر ۱۰۰ آهنگ داغ (بیلبورد)       | ۱۳              |
| فروش‌های آهنگ دیجیتال جهانی ایالات متحده آمریکا (بیلبورد) | ۱               |

| جدول (۲۰۱۷)       | موقعیت جدول |
| ----------------- | ----------- |
| کره جنوبی (گائون) | ۵           |

| جدول (۲۰۱۷)       | موقعیت |
| ----------------- | ------ |
| کره جنوبی (گائون) | ۱۸     |
| جدول (۲۰۱۸)       | موقعیت |
| کره جنوبی (گائون) | ۶۴     |

## افتخارات
| سال  | مراسم             | جایزه                        | نتیجه    | منابع  |
| ---- | ----------------- | ---------------------------- | -------- | ------ |
| ۲۰۱۷ | جوایز موسیقی ملون | بهترین رقص – دختر            | نامزدشده | [ ۲۲ ] |
| ۲۰۱۷ | جوایز موسیقی ملون | آهنگ سال                     | نامزدشده | [ ۲۲ ] |
| ۲۰۱۸ | جوایز گلدن دیسک   | دیجیتال بونسانگ (جایزه اصلی) | برنده    | [ ۲۳ ] |
| ۲۰۱۸ | جوایز گلدن دیسک   | دیجیتال دسانگ (جایزه بزرگ)   | نامزدشده | [ ۲۴ ] |

| برنامه    | تاریخ (در کل ۳ تا) | منابع  |
| --------- | ------------------ | ------ |
| اینکیگایو | ۲ ژوئیه ۲۰۱۷       | [ ۲۵ ] |
| اینکیگایو | ۹ ژوئیه ۲۰۱۷       | [ ۲۶ ] |
| اینکیگایو | ۱۶ ژوئیه ۲۰۱۷      | [ ۲۷ ] |

## تاریخچه انتشار
| منطقه | تاریخ        | فرمت                  | ناشر             | منابع |
| ----- | ------------ | --------------------- | ---------------- | ----- |
| مختلف | ۲۲ ژوئن ۲۰۱۷ | دانلود دیجیتال استریم | وای‌جی انترتینمنت | [ ۴ ] |